# Waterpeper

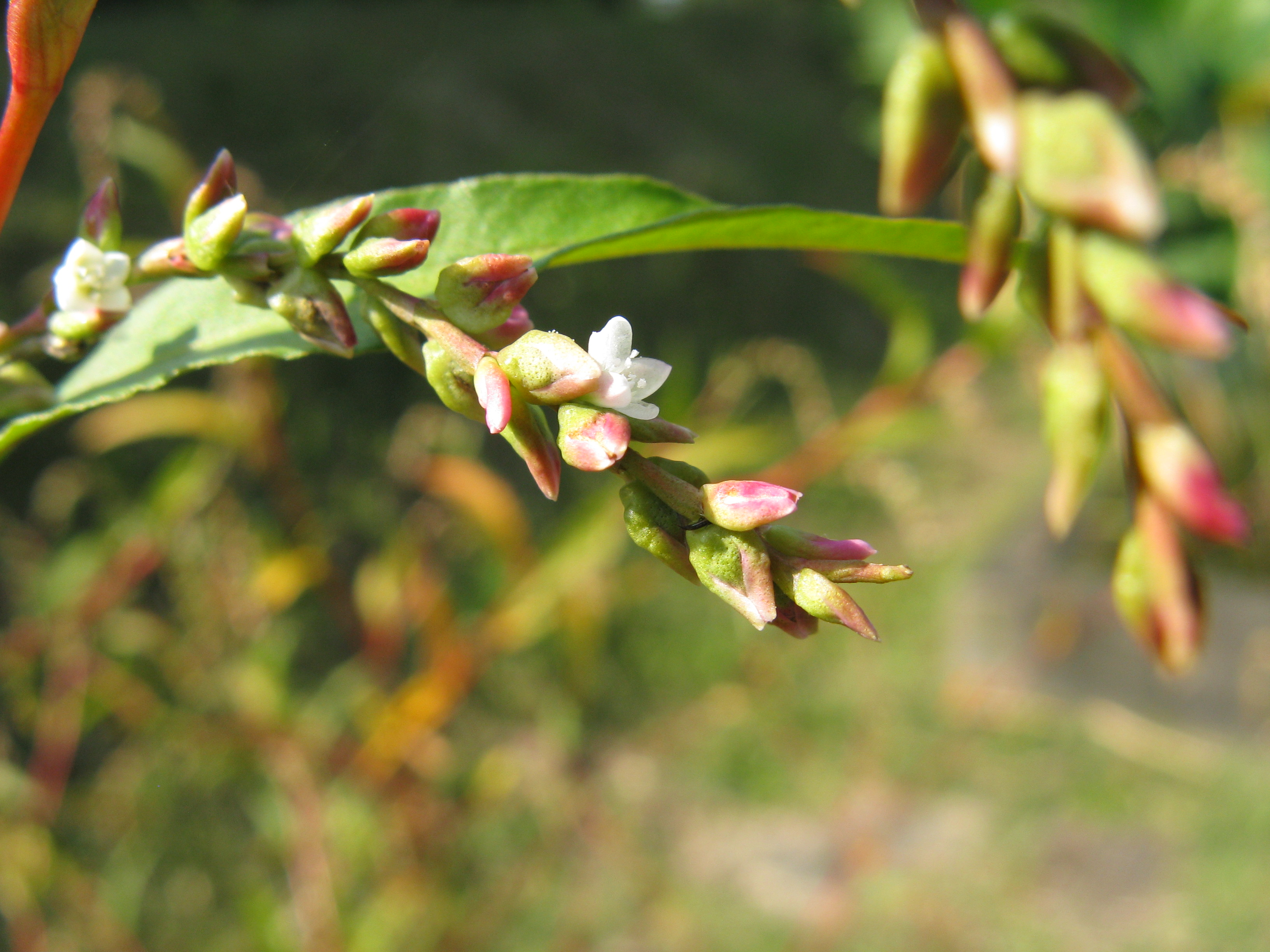
bloem

Waterpeper (Persicaria hydropiper, synoniem: Polygonum hydropiper) is een eenjarige plant uit de familie van de Polygonaceae. Hij groeit op natte stikstofrijke plaatsen zoals slotenkanten en uiterwaarden. Ook op akkers, in grienden en op vochtige bospaden gedijt de plant. 

## Beschrijving
Waterpeper heeft een zachte rechtopstaande stengel met grote middelgroene lancetvormige bladen met een gegolfde rand. De plant wordt 25 tot 60 cm hoog, de bloeiperiode strekt zich uit van juli tot september. De soort heeft slanke witte bloempjes met een groenachtige schijn aan losse aren die uit oksels van de bovenste bladen groeien. Meestal zijn de bloemdekbladen bedekt met klierpunten. Het blad is zeer scherp van smaak. De vrucht is een dopvrucht met een donkerbruin tot zwart zaadje.
De plant komt van oorsprong voor in Europa, Azië en Noord-Afrika en is verwilderd in Noord-Amerika en Australië.

## Toepassingen
De bladen van waterpeper zijn volgens de kruidengeneeskunde geschikt om bloedingen te stoppen. Verse bladeren worden gekneusd op een uitwendige bloeding gelegd.